# 西条市農業協同組合
西条市農業協同組合（さいじょうしのうぎょうきょうどうくみあい、英称：JA Saijo ）は、愛媛県西条市に本所を置いていた農業協同組合。西条市内の一部（旧東予市・丹原町・小松町は周桑農業協同組合の管理区域）を管理区域としていた。
「ときめき水都市」という野菜直売所を展開し、西条市以外にも今治市・新居浜市内にも店舗を設置していた。店舗の一部は生活協同組合コープえひめの店舗内に展開していた。

## 沿革
- 1965年 - 西条市内の8つの農業協同組合が合併し、「西条市農業協同組合」設立。
- 1998年 - 株式会社エス・エイ・シーを設立。
- 1999年 - おおまち農業協同組合と合併し、新「西条市農業協同組合」発足。
- 2020年 - 新居浜市農業協同組合と合併し、えひめ未来農業協同組合発足[3]。

## 店舗
- 本所 - 愛媛県西条市神拝甲478-1
- 支所 - 飯岡・玉津・中央・神戸・橘・氷見・禎瑞・大町

## 管内主要生産物
- きゅうり
- トマト
- ミニトマト
- ナス
- ブロッコリー
- ほうれん草
- そら豆
- イチゴ
- みかん

## 子会社
- 株式会社エス・エイ・シー